# Harku-See
Der Harku-See (estnisch Harku järv; historischer deutscher Name Harkscher See) ist ein See im Norden Estlands. Andere Bezeichnungen des Sees sind Haabersti järv, Loodjärv und Argo järv.
Der Harku-See befindet sich westlich der estnischen Hauptstadt Tallinn im Kreis Harju. Er liegt auf einer Höhe von 0,9 m über dem Meeresspiegel. Der See liegt ca. 3 km vom Ufer der Ostsee entfernt. Seine Fläche beträgt 1,635 km². Die tiefste Stelle des Sees befindet sich bei 2,5 m. Die durchschnittliche Tiefe beträgt lediglich 1,6 m. Das Einzugsgebiet umfasst über 50 km². Sein einziger Zufluss ist der Bach Harku.
Der See entstand vor ungefähr 2000 Jahren mit der Hebung des Landes und der damit verbundenen Abtrennung von der Ostsee. Er ist heute beliebtes Ausflugsziel für Angler und Wassersportfreunde.